# George Washington Carver
George Washington Carver (Diamond, nascido por volta de 1860 - Tuskegee, 5 de janeiro de 1943) foi um botânico, inventor, cientista e agrônomo norte-americano.
A reputação de Carver é grandemente baseada na propaganda feita para promover plantações alternativas ao algodão, como as de amendoins e batatas-doces. Ele queria que fazendeiros pobres tivessem plantações alternativas para que servissem de fonte de alimento para a família e como fonte de outros produtos para melhorar sua qualidade de vida. O mais popular de seus 44 boletins de práticas para fazendeiros continha 105 receitas usando apenas amendoins. Por anos ele desenvolveu e promoveu diversos produtos feitos de amendoins, nenhum teve sucesso comercial. Foi também um grande promotor do ambientalismo, tendo recebido diversas honrarias por seu trabalho como a Medalha Spingarn da Associação Nacional para o Progresso de Pessoas de Cor.
Em uma época de grande polarização racial, sua fama estendeu-se para além da comunidade negra. Ele foi amplamente reconhecido e elogiado na comunidade branca por suas muitas conquistas e talentos. Em 1941, a revista Time o nomeou como o Leonardo da Vinci negro.

## Vida

### Primeiros anos
Carver nasceu na escravidão, em Diamond Grove, no condado de Newton, próximo a Crystal Place, hoje conhecido como Diamond, no Missouri, possivelmente em 1864 ou 1865, apesar de a data exata não ser conhecida. Seu dono, Moses Carver, era descendente de alemães imigrantes que compraram os pais de Carver, Mary e Giles, de William P. McGinnis, em 9 de outubro de 1855, por 700 dólares. Carver teve 10 irmãs e um irmão.
Quando tinha apenas uma semana de vida, ele, uma irmã e sua mãe foram sequestrados por pistoleiros do Arkansas. Seu irmão, James, conseguiu fugir dos sequestradores, que vendiam escravos no Kentucky. Moses Carver então contratou John Bentley para encontrá-los, mas ele localizou apenas o pequeno George. Moses negociou com os sequestradores pelo retorno do garoto e recompensou Bentley pelo trabalho.
Depois da abolição da escravidão, Moses Carver e sua esposa, Susan, criaram George e seu irmão mais velho James como filhos, incentivando George a estudar, enquanto Susan o ensinava a ler e escrever. Mas negros não tinham autorização para frequentar a escola pública em Diamond Grove. Havia uma escola para crianças negras a 16 km, em Neosho Missouri, então George decidiu estudar lá. Quando alcançou a cidade, à noite, encontrou a escola fechada, obrigando-o a dormir em um celeiro.
Aos treze anos, desejando continuar os estudos, ele se mudou para a casa de uma família adotiva, em Fort Scott, no Kansas. Estudou em diversas escolas antes de ganhar seu diploma de ensino médio, na Minneapolis High School, no Kansas.

### Universidade

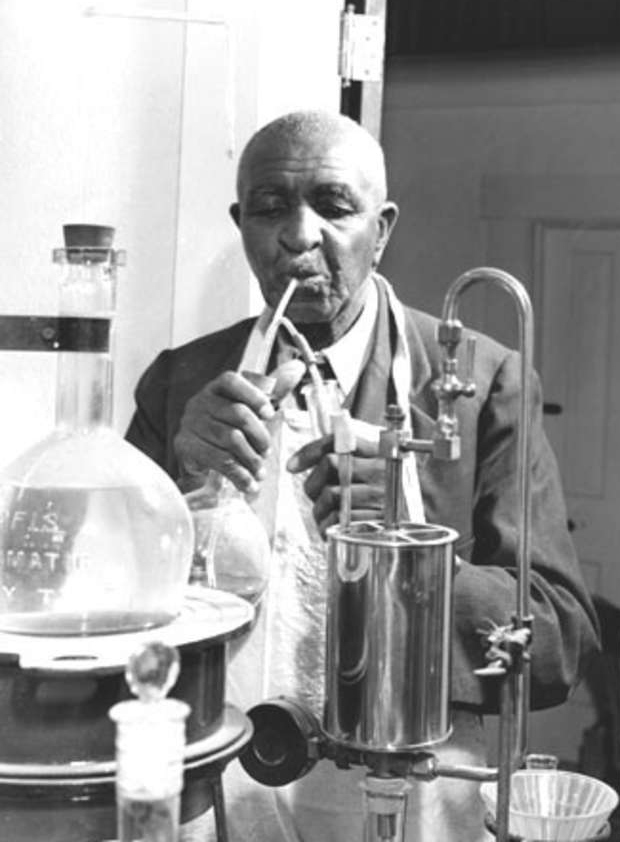
Trabalhando em seu laboratório.

Carver se candidatou a diversas faculdades até ser aceito na Highland University, no Kansas. Ao chegar, no entanto, foi rejeitado por ser negro.
Utilizando-se do Homestead Act, ele protocolou um pedido, próximo a Beeler, no Kansas, onde mantinha uma pequena estufa, com várias amostras de plantas e flores, além de uma coleção geológica. Manualmente, ele arou 17 acres (69.000 m2) do arrendamento, plantando arroz, milho, produtos de jardim, além de uma grande variedade de árvores frutíferas e arbustos, ganhando dinheiro com bicos na cidade, além de ajudante em colheitas.
Por volta de 1888, ele conseguiu um empréstimo de 300 dólares para investir em sua educação. Em junho, ele deixou a região e começou a estudar piano e artes, em 1890, no Simpson College, em Indianola, Iowa. Sua professora de artes, Etta Budd, reconheceu o talento de Carver para pintar plantas e flores e o encorajou a estudar botânica na Iowa State Agricultural College, em Ames, Iowa. Quando começou seu curso, era o primeiro aluno negro da instituição. Seu trabalho de conclusão de curso chamava-se "Plantas Modificadas pelo Ser Humano", datando de 1894.
Seus professores na universidade em Iowa, Joseph Budd e Louis Pammel, o convenceram a continuar os estudos no mestrado, onde George conduziu pesquisas sob a supervisão de Pammel por dois anos. Seu trabalho como patologia de plantas e micologia lhe rendeu seu primeiro reconhecimento em nível nacional como botânico e foi o primeiro professor negro a ensinar na universidade em Iowa.

### Instituto Tuskegee

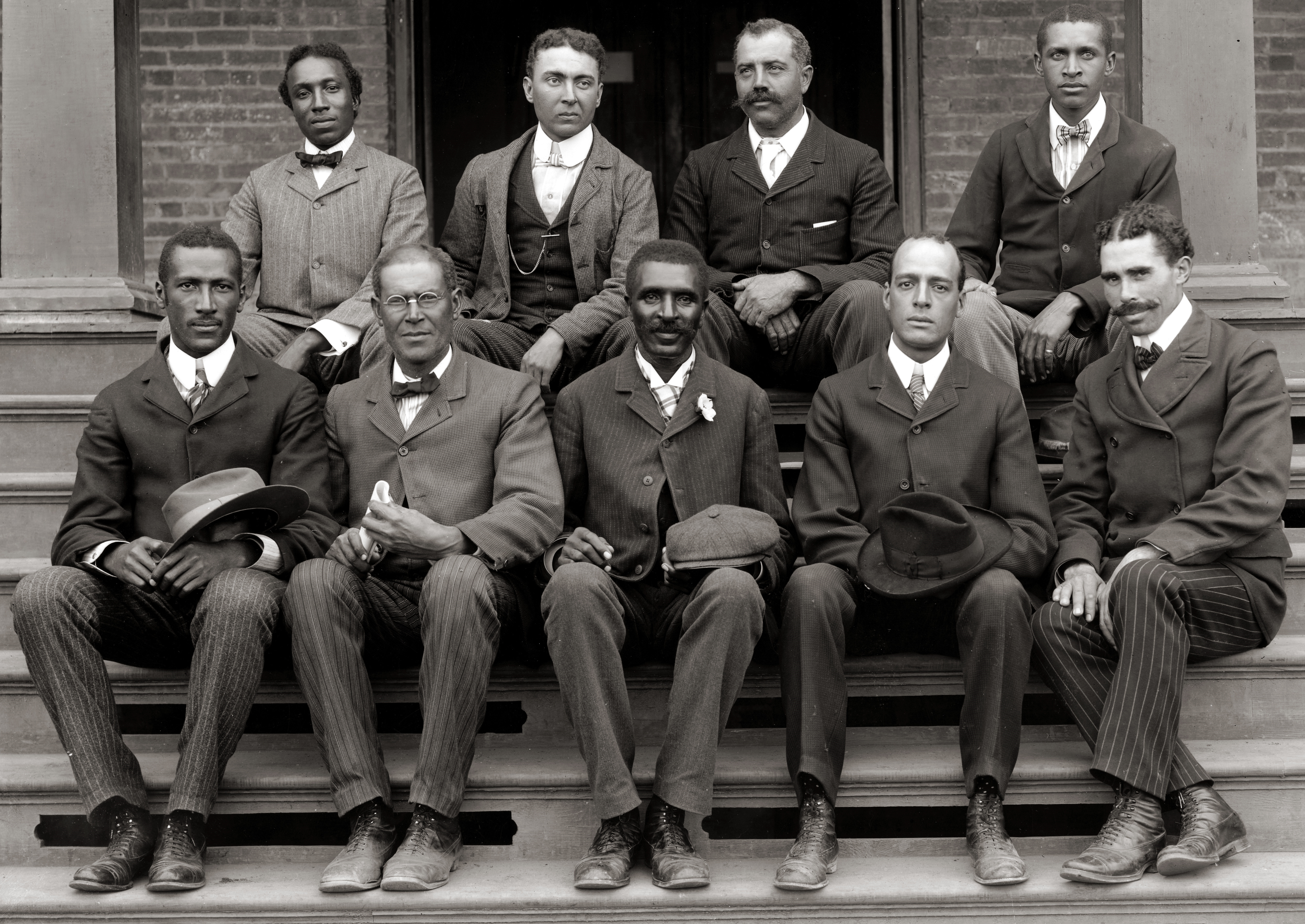
George Washington Carver (primeira fileira, no centro) com seus colegas no Tuskegee Institute, foto de 1902 Frances Benjamin Johnston.

Em 1896, Booker T. Washington, primeiro diretor e presidente do Instituto Tuskegee, convidou Carver para dirigir o Departamento de Agricultura da instituição, onde Carver lecionou por 47 anos, dando-lhe um salário alto e duas salas para seu uso pessoal. Ele elevou o departamento a um grande centro de pesquisa, ensinando métodos de alternância de cultivos, introduzindo várias alternativas lucrativas de cultivos a fazendeiros para que pudessem melhorar a qualidade do solo já desgastado pelo cultivo de algodão. Pesquisou também como criar fármacos e produtos químicos de plantas e ensinou gerações de estudantes negros em técnicas de cultivo autossuficientes.
Carver também desenvolveu uma sala de aula móvel para levar suas aulas para os fazendeiros. Ele a chamava de Carro Jesup, em homenagem ao filantropo e financiador da proposta, Morris Ketchum Jesup, que apoiou a ideia.

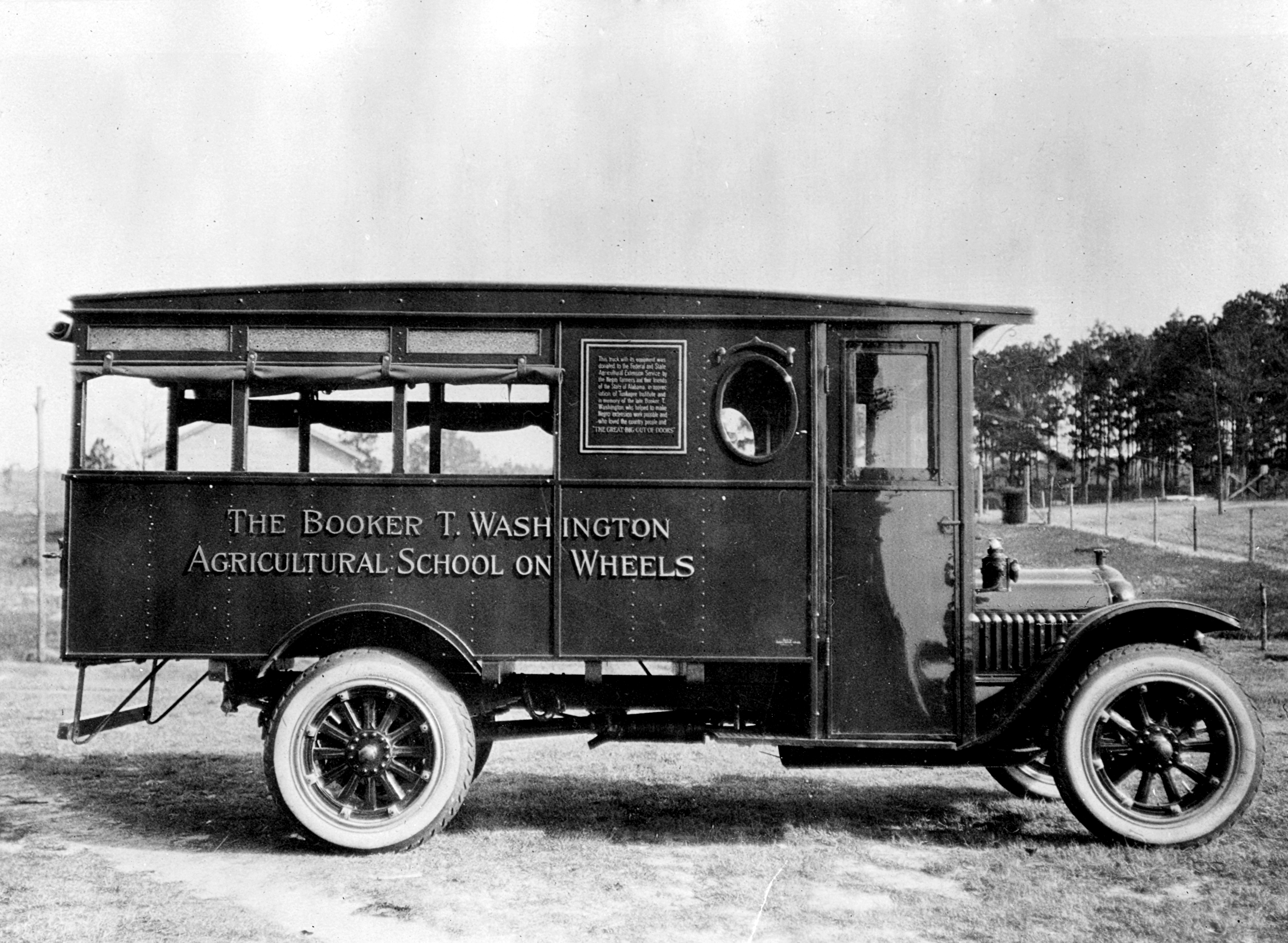
Sala de aula móvel de Carver, cerca de 1917.

Muita gente na universidade o achava arrogante, por ser um negro que conseguiu um mestrado em uma instituição branca.
Uma das funções de Carver era administrar as fazendas da Estação Experimental Agrícola. Ele teve que gerenciar a produção e venda de produtos agrícolas para gerar receita para o instituto e logo se mostrou um pobre administrador, pois em 1900, Carver queixou-se que o trabalho físico e intelectual exigidos eram demais para ele.
Em 1904, um comitê do instituto informou que os relatórios de Carver sobre rendimentos do galinheiro foram exagerados, e Washington confrontou Carver sobre a questão. Carver replicou:
Agora sou marcado como um mentiroso, como se fizesse parte desta terrível embuste, o que é mais do que posso suportar e se seu comitê sente que menti intencionalmente ou fiz parte de tais mentiras, como foi dito, minha demissão está à sua disposição.
Em seus últimos anos em Tuskegee, Carver apresentou ou ameaçou sua demissão várias vezes: quando a administração reorganizou os programas de agricultura, quando ele não gostava de uma tarefa de ensino, quando tinha que gerenciar uma estação experimental em outro lugar, e quando não conseguiu as aulas de verão, em 1913-1914. Em cada caso, Washington suavizou as coisas.

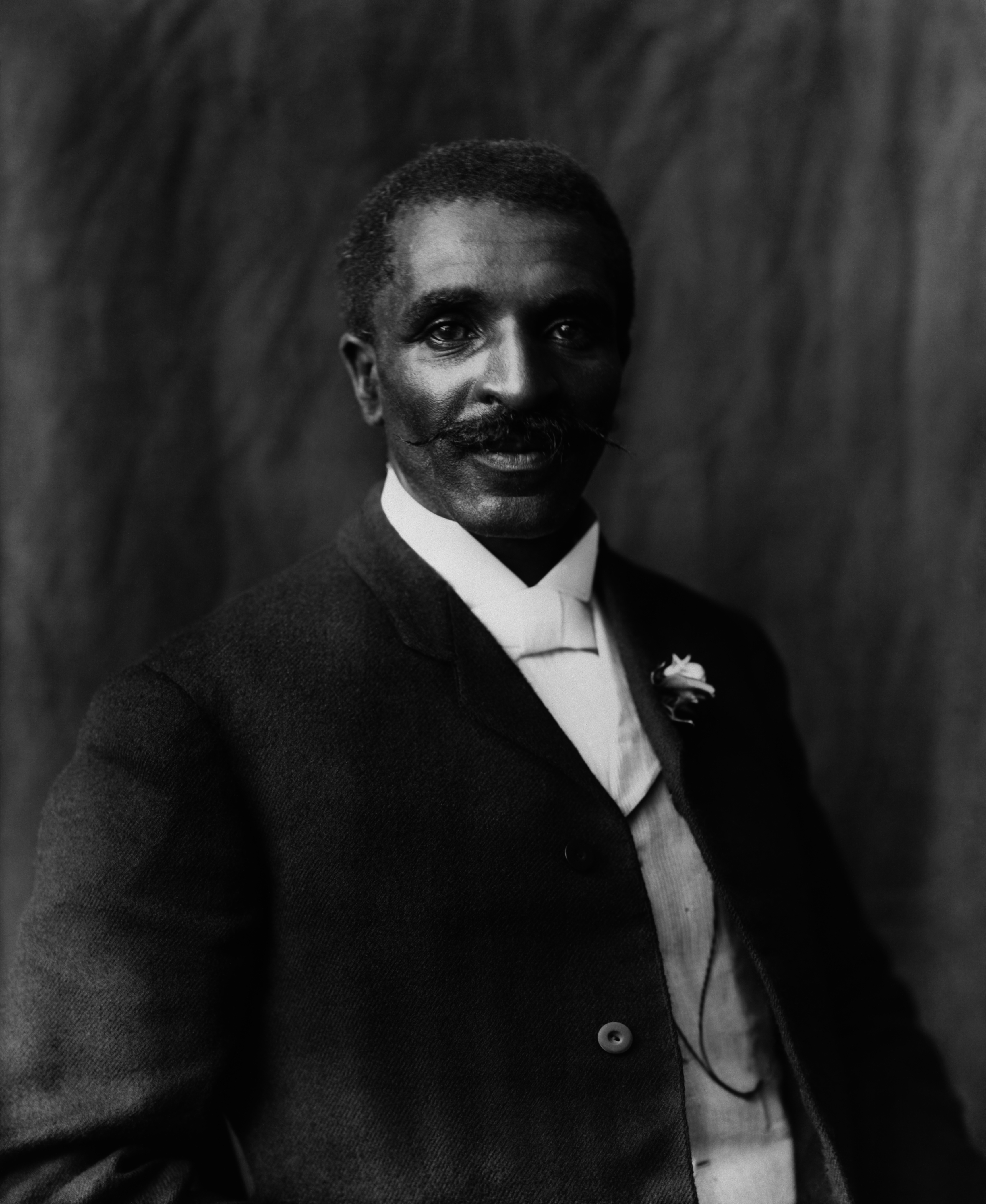
Foto de George Washington Carver por Frances Benjamin Johnston, em 1906.

Carver iniciou sua carreira acadêmica como pesquisador e professor. Em 1911, Washington escreveu-lhe uma carta queixando-se que Carver não tinha seguido ordens para plantar colheitas particulares na estação experimental. Isso revelou o gerenciamento de Washington no departamento de Carver, que tinha dirigido por mais de 10 anos até então. Washington, ao mesmo tempo, recusou os pedidos de Carver para um novo laboratório, materiais de pesquisa para seu uso exclusivo, e uma folga das aulas. Washington elogiou as habilidades de Carver no ensino e na pesquisa original, mas sobre suas habilidades administrativas ele disse:
Quando se trata da organização das aulas, a capacidade necessária para garantir uma escola grande e bem organizada ou uma parte de uma escola, você necessita destreza. Quando se trata da questão da gestão prática fazenda que irá garantir definido, prático, resultados financeiros, você ainda necessita de destreza.
Em 1911, Carver reclamou que seu laboratório não recebeu equipamentos que Washington tinha lhe prometido 11 meses antes. Também reclamou dos encontros do comitê do instituto. Mas Washington elogiou Carver em suas memórias, em 1911, My Larger Education: Being Chapters from My Experience. Washington o chamava de "um dos mais talentosos cientistas negros com o qual trabalhara. Após a morte de Washington, em 1915, seu sucessor fez menos exigências das tarefas administrativas de Carver.
Como professor, em Tuskegee, era membro da fraternidade Phi Beta Sigma. Ele falou no conclave da fraternidade de 1930, que foi realizado em Tuskegee, Alabama, onde fez um discurso poderoso e emocionante para os presentes.
DE 1915 a 1923, Carver concentrou sua pesquisa em tentar novos usos para amendoins, batatas-doces, soja, castanhas e outros cultivos, com a ajuda de seus assistentes de laboratório para compilar os dados.
Este trabalho e, especialmente, o seu discurso a uma conferência nacional da Associação de Produtores de Amendoim, em 1920 e seu depoimento perante o Congresso em 1921 para apoiar a aprovação de uma tarifa sobre amendoins importados, lhe trouxe ampla publicidade e crescente renome. Nesses anos, ele se tornou um dos mais conhecidos afro-americanos de seu tempo.

### A fama

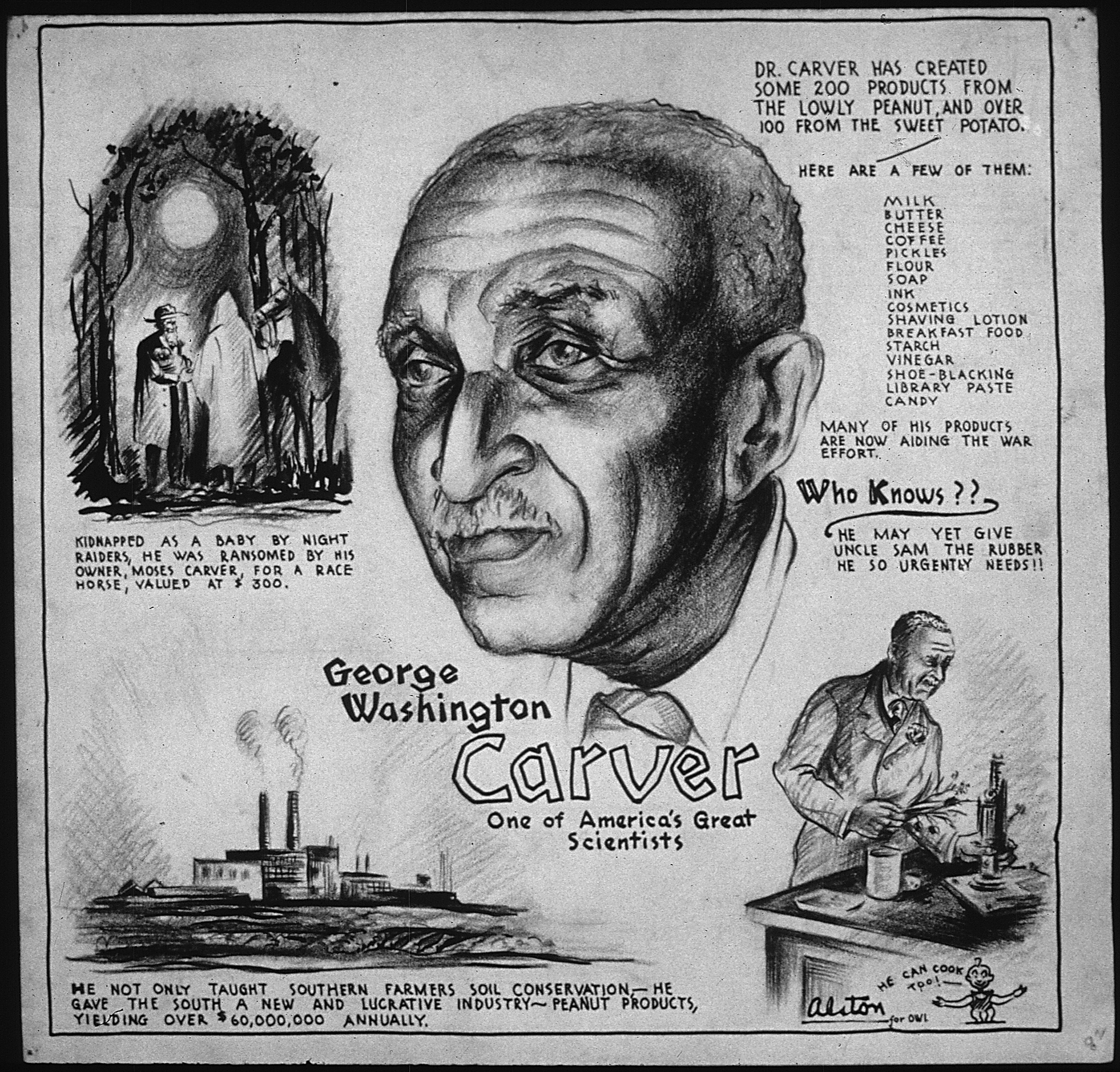
"Um dos grandes cientistas do país." Pôster americano da Segunda Guerra Mundial, cerca de 1943.

Foram muitas as técnicas desenvolvidas por Carver para recuperar solos desgastados pelo plantio de algodão. Junto de outros peritos em agricultura, ele trabalhou com fazendeiros para restaurar o nitrogênio dos solos através de alternância de cultivos, com batatas-doces ou legumes, como soja ou amendoins. Elas restauravam o nitrogênio do solo e também eram boas para consumo. Isso ajudou os fazendeiros a ganhar uma renda extra enquanto seus solos eram tratados de maneira natural. Para treinar os fazendeiros, Carver desenvolveu programas de extensão no Alabama, semelhantes aos que existiam em Iowa. Para encorajar uma melhor alimentação no sul do país, ele distribuiu receitas utilizando-se das colheitas plantadas na alternância.
Fundou um laboratório industrial, onde ele e seus assistentes trabalhavam para popularizar a técnica da alternância de plantio e suas aplicações, distribuindo as técnicas em boletins de agricultura para fazendeiros. Seu trabalho já era bem conhecido do governo antes mesmo de se tornar uma figura pública. O presidente Theodore Roosevelt publicamente elogiou seu trabalho. Antigos professores de Carver na Universidade em Iowa foram indicados para vários cargos na Secretaria de Agricultura.

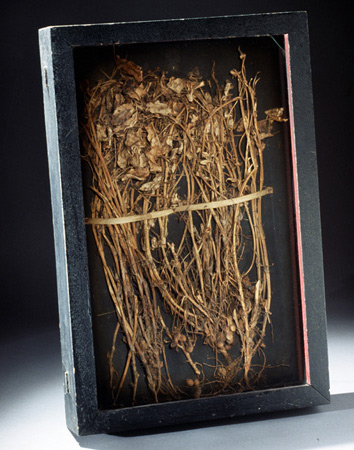
Amostra de amendoim coletada por Carver.

Em 1916, Carver foi eleito membro da Royal Society of Arts, na Inglaterra, um dos poucos norte-americanos a receber a honraria. Em 1919, Carver escreveu para uma fábrica de amendoins sobre o potencial que via no leite feito de amendoins, mas tanto a indústria quanto Carver não sabiam que em 1917 William Melhuish patenteou um leite substituto para quem tinha intolerância à lactose, feito de amendoim e soja.
A United Peanut Associations of America convidou Carver para discursar em sua convenção de 1920, onde falou sobre as possibilidades do amendoim e exibiu 145 produtos feitos com ele. Em 1920, os fazendeiros estavam perdendo dinheiro para o amendoim mais barato vindo da China. Em 1921, fazendeiros e representantes da indústria planejaram aparecer nas audiências do Congresso para pedir que o amendoim chinês fosse tarifado. Baseado na qualidade do trabalho de Carver na convenção da associação no ano anterior, eles pediram que o professor fosse testemunhar perante o comitê tarifário da Câmara.
Por conta da segregação racial, era incomum que um negro testemunhasse como um especialista no Congresso representando uma indústria e fazendeiros. Deputados sulistas ficaram chocados ao verem Carver chegar para testemunhar. Conforme ele relatava a importância do amendoim e seus usos na agricultura familiar do país, os membros do comitê estendiam o tempo de seus depoimentos. A tarifa Fordney-McCumber, de 1922, foi aprovada, também tarifando os amendoins importados. Testemunhar no congresso fez de Carver uma figura pública muito conhecida na época.
Os últimos vinte anos da vida de Carver o elevaram ao status de celebridade. Costumava viajar com frequência promovendo os amendoins da Universidade Tuskegee e pela harmonia racial. Escreveu apenas seis boletins agrícolas depois de 1922, mas publicou vários artigos em revistas da indústria, e tinha sua própria coluna, a "Professor Carver's Advice". Comerciantes constantemente lhe pediam conselhos, que Carver dava gratuitamente. Conheceu três presidentes - Theodore Roosevelt, Calvin Coolidge e Franklin Roosevelt - e o príncipe herdeiro do trono da Suécia estudou com ele por três semanas. De 1923 a 1933, Carver visitou as faculdades brancas do sul pelo Comitê de Cooperação Inter-racial.
Com sua grande notoriedade, Carver virou assunto de biografias e artigos, como a que foi publicada em 1929, por Raleigh H. Merritt:
Atualmente, pouco tem sido feito para utilizar as descobertas do Dr. Carver comercialmente. Ele diz que está apenas arranhando a superfície das pesquisas científicas sobre as possibilidades do amendoim e de outros produtos do sul.
Em 1932, James Saxon Childers, escreveu que Carter e seus produtos eram praticamente os responsáveis pelo aumento na produção de amendoim no país, depois que besouro Bicudo-do-algodoeiro devastou os cultivos de algodão, que começou por volta de 1892. Muitas revistas e artigos costumavam aumentar o mito da importância de Carver para a agricultura e indústria do país.
De 1933 a 1935, Carver trabalhou para criar óleo de amendoim para tratar a pólio em crianças através de massagens. Mas pesquisas posteriores mostravam que eram as massagens e não o óleo de amendoim que traziam benefícios aos membros paralisados. De 1933 a 1935, Carver participou da Pesquisa Nacional de Enfermidades do Departamento de Agricultura. Em 1937, ele participou de duas conferências de quimurgia, uma área nova em 1930, durante a Grande Depressão, para desenvolver novos produtos. Foi convidado por Henry Ford para discursar em uma conferência em Dearborn, Michigan onde acabaram ficando amigos. Naquele ano, a saúde de Carver começou a piorar e Ford instalou um elevador no dormitório onde ele dormia para que não precisasse subir as escadas.
Carver levou uma vida muito simples e aos 70 anos ele criou um museu para resguardar seu trabalho, bem como uma fundação com seu nome em Tuskegee, em 1938, para continuar as pesquisas agrícolas. Doou cerca de 60 mil dólares de suas economias para criar a fundação.

### Relacionamentos

Quadro de Betsy Graves Reyneau.

Carver nunca se casou. Aos 40 anos, ele começou a namorar Sarah L. Hunt, professora de ensino infantil por três anos, até ela assumir um cargo na Califórnia. Em sua biografia de 2015, Christina Vella sugeriu que Carver fosse bissexual, porém reprimido pelos costumes da época.
Aos 70 anos, Carver ficou amigo do cientista Austin W. Curtis, Jr., um jovem graduado pela Universidade Cornell, que passou a lecionar em Tuskegee. Carver legou a Curtis seus direitos de uma biografia autorizada de 1943 por Rackham Holt.
Após a morte de Carver em 1943, Curtis foi despedido de Tuskegee, mudando-se do Alabama para Detroit. Lá ele fabricava e vendia produtos de uso pessoal baseados em amendoins.

### Morte
Um dia, ao voltar para casa, Carver caiu da escada e foi encontrado inconsciente por uma camareira que o levou ao hospital, vindo a falecer em 5 de janeiro de 1943, aos 78 anos de complicações devido a uma anemia causada pela queda. Ele foi enterrado próximo de Booker T. Washington, na Universidade Tuskegee. Devido à sua vida simples, Carver economizou cerca de 60 mil dólares, todo ele doado em seus últimos anos e depois de sua morte para o Museu Carver e para sua fundação.
Em seu túmulo está escrito: Ele poderia ter adicionado fortuna à fama, mas não se importando com nada, ele encontrou felicidade e honra em ser útil ao mundo.

### Cristandade
Carver acreditava que era possível ter fé tanto em Deus quanto na ciência e integrou isso em sua vida. Ele afirmou em muitas ocasiões que sua fé em Jesus era o único mecanismo pelo qual ele poderia, efetivamente, perseguir e executar a arte da ciência. Sua conversão ao cristianismo aconteceu quando ainda era menino, como escreveu em 1931:
Eu era um menino, uns dez anos de idade. Não há muito o que dizer sobre isso. Deus entrou em meu coração uma tarde quando estava sozinho no mezanino do grande celeiro, enquanto eu descascava milho para consumo.
 Um menino branco muito querido, um de nossos vizinhos, quase da minha idade, veio um sábado de manhã, falando e brincando me disse que iria para uma escola dominical no dia seguinte, pela manhã. Eu estava curioso para saber o que uma escola dominical era. Ele disse que era um lugar para cantar hinos e orar. Perguntei o que era orar e o que elas diziam. Não lembro o que ele disse, apenas lembro que assim que ele saiu, eu voltei para o mezanino do celeiro, me ajoelhei no meio do milho descascado e orei o melhor que pude. Não me lembro do que disse. Apenas lembro que me senti tão bem que orei várias vezes até cansar.
Meu irmão e eu éramos as únicas crianças negras na vizinha e, claro, não íamos à escola dominical, ou escola de qualquer tipo.
Essa foi minha simples conversão e tendo manter a fé.— G. W. Carver; Letter to Isabelle Coleman; July 24, 1931
Carver não esperava passar dos 21 anos devido à saúde frágil. Ele viveu saudável bem depois de completar 21 anos e sua fé aumentou como resultado disso. Ao longo de sua carreira, ele sempre manteve amizade com outros cristãos. Ele contava com eles especialmente quando criticado pela comunidade científica e pela mídia em relação à sua metodologia de pesquisa.
Carver via na fé em Jesus Cristo como um meio de acabar com as barreiras raciais e com a estratificação social. Era preocupado com o caráter dos alunos, bem como o intelectual e chegou a compor uma lista de oito virtudes para seus alunos seguirem:
- Seja limpo, por dentro e por fora

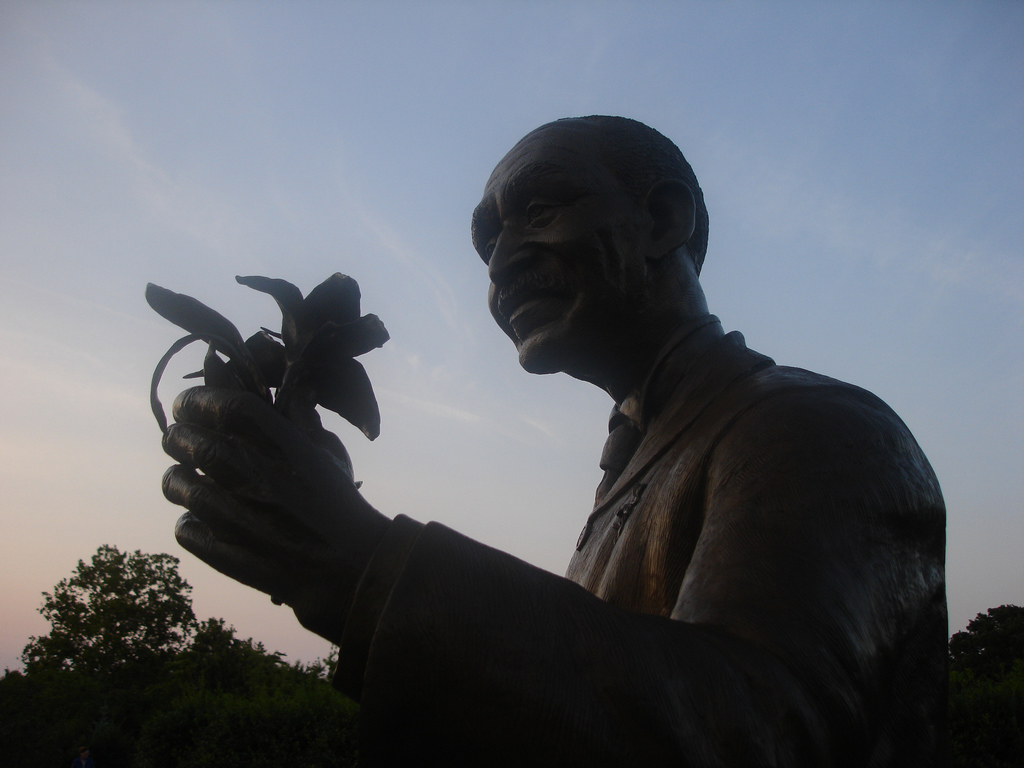
Monumento a Carver no Jardim Botânico do Missouri, em St. Louis.

- Não bajule o rico, nem humilhe o pobre
- Perca, se necessário, sem espernear
- Ganhe sem se gabar.
- Seja sempre atencioso com as mulheres, crianças e pessoas mais velhas.
- Seja corajoso para não mentir.
- Seja generoso para não trapacear.
- Pegue sua porção do mundo e deixe os outros pegarem as deles.[40]

No início de 1906 em Tuskegee, Carver tinha uma turma de estudos bíblicos aos domingos para vários estudantes que o requisitavam. Às críticas, ele respondeu: "quando você faz as coisas comuns da vida de maneira incomum, atrai a atenção do mundo".

## Honraria
- 1923 - Spingarn Medal da Associação Nacional Norte-Americana para o Progresso de Pessoas de Cor, dado anualmente por feitos importantes.[26]
- 1928 - Doutorado honorário Simpson College.
- 1939 - Roosevelt Medal por sua grande contribuição à agricultura do sul do país.
- 1940 - Estabelecimento da George Washington Carver Foundation no Instituto Tuskegee.
- 1941 - The George Washington Carver Museum no Instituto Tuskegee.
- 1942 - Ford construiu uma réplica da cabana em que Carver nasceu no Henry Ford Museum and Greenfield Village em Dearborn como tributo.
- 1942 - Ford dedicou um laboratório em Dearborn a Carver.
- 1943 - Navio Liberty SS George Washington Carver.
- 1951-1954 - Moedas de 50 centavos em homenagem a Carver.
- 1965 - Submarino balístico USS George Washington Carver (SSBN-656).
- 1969 - Iowa State University ergue o Carver Hall em homenagem ao professor lá graduado.[42]
- 1977 - Entrou para o Hall da Fama de Grandes Americanos.
- 1990 - Carver foi incluído no National Inventors Hall of Fame (1990)
- 1994 - Universidade Iowa lhe conferiu um doutorado honorário.
- 2000 - Carver é incluído no Hall de Heróis do Departamento de Agricultura como Pai da Quimurgia.[43]
- 1943? - O Congresso dos Estados Unidos designaram o dia 5 de janeiro, aniversário de sua morte, como um dia de homenagem a Carver.[44][45]
- 1999 - Parte do campus do departamento de agricultura, em Beltsville, Maryland chama-se George Washington Carver Center.[46]
- 2002 - Eleito um dos 100 grandes negros do país.[47]
- 2007 - Jardim Botânico do Missouri tem um jardim em sua homenagem com uma estátua comemorativa
- Willowbrook Neighborhood Park, em Willowbrook, Califórnia foi renomeado para George Washington Carver Park.[48]
- Escolas foram nomeadas em sua homenagem, como a George Washington Carver Elementary School, do distrito de Compton, em Los Angeles[49] e a George Washington Carver School of Arts and Science de Sacramento na Califórnia.[50]

## Legado
Um movimento para estabelecer um monumento nacional a Carver começou antes de sua morte. Por causa da Segunda Guerra Mundial, tais despesas tinham sido proibidas por ordem presidencial. O senador do Missouri, Harry S. Truman, patrocinou uma lei a favor de um monumento. Em uma audiência, um apoiador do monumento disse:
O projeto de lei não é simplesmente uma pausa momentânea por parte de homens engajados na condução da guerra, para fazer honra a um dos verdadeiramente grandes americanos deste país, mas é, em essência, um golpe contra os países do Eixo. É essencialmente uma medida de guerra no sentido de que desencadeará e libertará as energias de cerca de 15 milhões de negros neste país para o total apoio ao nosso esforço de guerra.
O projeto passou por unanimidade.

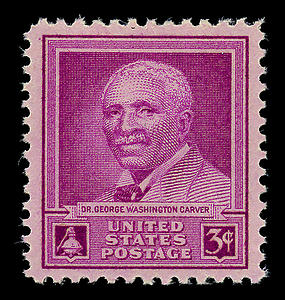
Selo de 1948.

Em 14 julho de 1943, o presidente Franklin D. Roosevelt designou 30 mil dólares para o monumento nacional a Carver, em Diamond, Missouri, onde Carver cresceu. Este foi o primeiro monumento nacional dedicado a um negro e o primeiro a alguém que não foi presidente do país. O complexo de 210-acre (0,8 km2) inclui um busto de Carver, uma trilha, um museu, uma réplica da casa de 1881, de Moses Carver e um cemitério. O monumento foi aberto em 1953.
Em dezembro de 1947, um incêndio atingiu o Museu Carver e parte da coleção foi danificada. Cerca de 48 pinturas foram destruídas. Sua pintura mais conhecida, que mostra yuccas e cactus, foi preservada e depois restaurada.
Carver é muitas vezes creditado pela invenção da manteiga de amendoim, mas na época das publicações das receitas de Carver, já existiam muitos métodos para a preparação da manteiga e várias patentes registradas.

## Boletins
Em seus mais que 40 anos em Tuskegee, Carver publicou cerca de 44 boletins para fazendeiros. O primeiro saiu em 1898 sobre alimentar animais com milho. O último foi em 1943, sobre amendoim. Publicou seis boletins sobre batata-doce, cinco sobre algodão e quatro sobre feijão de corda. Boletins individuais sobre alfafa, tomate, plantas ornamentais, milho, ameixa, laticínios, carne em conserva e estudo da natureza nas escolas.
O boletim mais popular, "Como cultivar amendoim e 105 maneiras de prepará-lo para consumo humano" foi publicado pela primeira vez em 1916. Foi impresso várias vezes e fazia uma breve análise sobre a produção e continha uma lista de receitas. Este não foi o único boletim a respeito, mas era de longe o mais famoso.

### Pesquisas
- Hersey, Mark D. My Work Is That of Conservation: An Environmental Biography of George Washington Carver (University of Georgia Press; 2011) 306 pages.
- Hersey, Mark. "Hints and Suggestions to Farmers: George Washington Carver and Rural Conservation in the South." Environmental History 11#2 (2006): 239-268.
- Mackintosh, Barry. "George Washington Carver: The Making of a Myth." Journal of Southern History 42#4 (1976): 507-528. in JSTOR
- Barry Mackintosh, "George Washington Carver and the Peanut: New Light on a Much-loved Myth", American Heritage 28(5): 66–73, 1977.
- McMurry, L. O. "Carver, George Washington." American National Biography Online February 2000
- McMurry, Linda O. George Washington Carver: scientist and symbol (Oxford University Press, 1982). online; Google copy)

### Trabalhos populares
- Carver, George Washington. "1897 or Thereabouts: George Washington Carver's Own Brief History of His Life." George Washington Carver National Monument.
- Collins, David R. George Washington Carver: Man's Slave, God's Scientist, (Mott Media, 1981)
- William J. Federer, George Washington Carver: His Life & Faith in His Own Words, AmeriSearch (2003) ISBN 0-9653557-6-4
- George Washington Carver: In His Own Words (Paperback), ed. G.R. Kremer, University of Missouri Press; 1987, Edição reimpressa (janeiro 1991) ISBN 0-8262-0785-5 ISBN 978-0-8262-0785-2
- H.M. Morris, Men of Science, Men of God (1982)
- E.C. Barnett and D. Fisher, Scientists Who Believe (1984)

### Coleções
- Guide to the George Washington Carver Letter to Dana H. Johnson. Special Collections and Archives, The UC Irvine Libraries, Irvine, California.
- Finding Aid to the George Washington Carver Collection. Special Collections Department, Iowa State University Library, Ames, Iowa.
- William and Annette Curtis collection of George Washington Carver items, MSS 6223 at L. Tom Perry Special Collections, Brigham Young University

### Outros
- National Park Service:

Legends of Tuskegee: George Washington Carver - National Park Service
George Washington Carver National Monument - National Park Service
- Carver Tribute - Tuskegee University
- The Legacy of George Washington Carver - Iowa State University
- National Historic Chemical Landmark - American Chemical Society
- George Washington Carver Correspondence Collection Manuscript collection - Special Collections, National Agricultural Library.
- Biotechnology Organization Award
- George Washington Carver Digital Collection, Iowa State University.

### Publicações impressas
- George Washington Carver. "How to Grow the Peanut and 105 Ways of Preparing it for Human Consumption", Tuskegee Institute Experimental Station Bulletin 31.
- George Washington Carver. "How the Farmer Can Save His Sweet Potatoes and Ways of Preparing Them for the Table", Tuskegee Institute Experimental Station Bulletin 38, 1936.
- George Washington Carver. "How to Grow the Tomato and 115 Ways to Prepare it for the Table", Tuskegee Institute Experimental Station Bulletin 36, 1936.
- Peter D. Burchard, "George Washington Carver: For His Time and Ours", National Park Service: George Washington Carver National Monument. 2006.
- Louis R. Harlan (ed.), The Booker T. Washington Papers, Volume 4, pp. 127–128. Chicago: University of Illinois Press. 1975.
- Raleigh H. Merritt, From Captivity to Fame or the Life of George Washington Carver, Boston: Meador Publishing. 1929.
- George Washington Carver
- Mary Bagley, George Washington Carver: Biography, Inventions & Quotes (2013).